# Hällerumgölen
Hällerumgölen är en sjö i Hultsfreds kommun i Småland och ingår i Viråns huvudavrinningsområde.